# MotoGP 07
MotoGP 07 è un videogioco per Xbox 360, Microsoft Windows e PlayStation 2. Le versioni per Xbox 360 e Microsoft Windows sono sviluppate da Climax Studios e pubblicate da THQ, mentre la versione per PlayStation 2 è sviluppata da Milestone e pubblicata da Capcom. Tutte le versioni sono basate sulla stagione 2007 della classe MotoGP ed in esse sono presenti tutti i circuiti e tutti i piloti. La versione PlayStation 2 è composta da 100 Sfide.

## Modalità di gioco

### Xbox 360/Microsoft Windows
- Gara Rapida;
- Attacco al Tempo;
- Campionato;
- Carriera;
- LAN;
- Extreme.

### PlayStation 2
- Corsa rapida;
- Campionato;
- Prova cronometrata;
- Sfida;
- Multigiocatore.